# Ariane–4

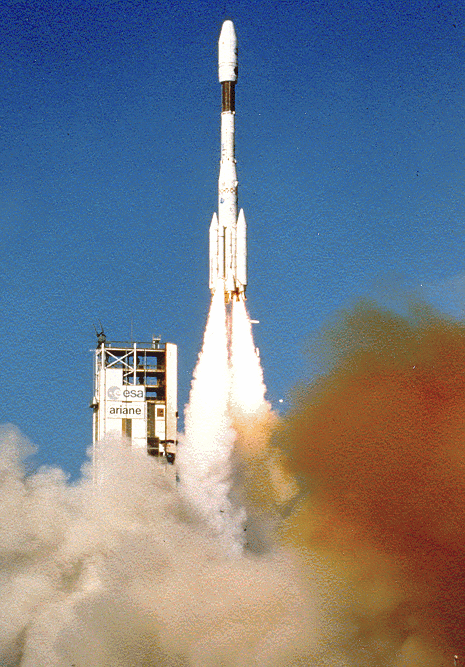
Ariane–4 (44LP) indítása a Kourouból

Az Ariane–4 európai hordozórakétatípus, amelyet az ESA tervezett meg és az Arianespace épített és forgalmazott. Ez volt az egyik legsikeresebb, kereskedelmi indításokra is használt hordozórakéta.

## Története
A fejlesztési program 1983-ban kezdődött, az első indításra 1988. június 15-én került sor. 15 éves használata alatt 116 Ariane–4-et indítottak, közülük csak 3 volt sikertelen. Az Ariane–4 hasznos terhe – geostacionárius átmeneti pályára (GTO-ra) – a korábbi Ariane–3 1700 kg-járól 4800 kg-ra nőtt. A GTO-ra állított rekord teher 4946 kg volt. Az Ariane–4-et 2003-tól az erősebb Ariane–5 váltotta fel. Utoljára 2003. február 14-én indult, az Intelsat 907 távközlési műholddal.

## Változatok
Az Ariane–4-nek hat változata volt, kettő vagy négy gyorsítórakétával. A rendszerhez tartozott még egy teherhordó szerkezet, a Spelda (Structure Porteuse Externe pour Lancements Doubles Ariane), amelyet egyszerre több műhold indításakor használtak.
Az Ariane 40 volt az alapváltozat három fokozattal, indítási tömege 245 t, kapacitása 2100 kg átmeneti pályára és 5000 kg alacsony pályára. Négy Viking-5 főhajtóműve egyenként 667 kN tolóerőt termelt. A második fokozaton egy Viking hajtómű volt, a harmadik fokozaton egy HM7 folyékony oxigén/hidrogén hajtómű. A legerősebb változat az Ariane 44L volt, négy gyorsítórakétával és négy fokozattal. Tömege 470 t, 4730 kg-ot juttathatott átmeneti pályára, és 7600 kg-ot alacsony pályára.
| Adat                                                                | Ariane 40 | Ariane 42L | Ariane 42P | Ariane 44L | Ariane 44LP | Ariane 44P |
| ------------------------------------------------------------------- | --------- | ---------- | ---------- | ---------- | ----------- | ---------- |
| Indítás                                                             | 7         | 12         | 14         | 34         | 26          | 15         |
| Sikeres indítás                                                     | 7         | 12         | 13         | 33         | 25          | 15         |
| Magasság (max.)                                                     | 85.72 m   | 85.72 m    | 85.72 m    | 85.72 m    | 85.72 m     | 85.72 m    |
| Átmérő                                                              | 3.8 m     | 3.8 m      | 3.8 m      | 3.8 m      | 3.8 m       | 3.8 m      |
| Tömeg                                                               | 245 t     | 362 t      | 320 t      | 470 t      | 420 t       | 335 t      |
| Hasznos teher (max.)                                                | 2.10 t    | 3.48 t     | 2.93 t     | 4.73 t     | 4.22 t      | 3.46 t     |
| Gyorsítórakéták 1                                                   | nincs     | 2xL        | 2xP        | 4xL        | 2xL és 2xP  | 4xP        |
| 1: L – folyékony hajtóanyagú rakéta, P – szilárd hajtóanyagú rakéta |           |            |            |            |             |            |

### Magyar oldalak
- Bemutatjuk a nyugdíjba készülő rakétát

### Külföldi oldalak
- Goodbye Ariane 4: Finale flight for workhorse rocket (2004. február 14.)